# Gunie-Ostrów
Gunie-Ostrów [pronunciación en polaco: /ˈɡuɲe ˈɔstruf/] es un pueblo ubicado en el distrito administrativo de Gmina Kołaki Kościelne, dentro del Condado de Zambrów, Voivodato de Podlaquia, en el norte de Polonia oriental. Se encuentra aproximadamente a 10 kilómetros al este de Zambrów y a 54 kilómetros al oeste de la capital regional Białystok.
El pueblo tiene una población de 100 habitantes.